# Ireneusz Krzysztof Szmidt
Ireneusz Krzysztof Szmidt (ur. 16 września 1935 w Zgierzu, zm. 4 maja 2021) – polski poeta.
Ukończył Studium Teatralne na PWST w Krakowie, studiował też filologię polską na Uniwersytecie Poznańskim oraz inżynierię lądową na Politechnice Szczecińskiej. Od 1954 roku do 1991 roku mieszkał i tworzył w Szczecinie, tam też debiutował w 1954 roku na łamach prasy. W roku 1992 przeniósł się na stałe do Gorzowa Wielkopolskiego.
W 2005 został odznaczony Krzyżem Komandorskim Orderu Odrodzenia Polski, w 2009 Brązowym, a w 2015 Srebrnym Medalem „Zasłużony Kulturze Gloria Artis”. Laureat Lubuskiego Wawrzynu Literackiego 2005 za tom Ludzkie pojęcie oraz dyplomu Lubuskiego Wawrzynu Literackiego 2015 za całokształt twórczości.
Pochowany na cmentarzu komunalnym w Gorzowie Wielkopolskim (48B/1/39).

## Tomiki poezji
- Kreska na twarzy (1961)
- Człowiek ziemia i morze (1964)
- List z zimy (1966)
- Tata ma Fiata (1989)
- Spoza milczenia (1999)
- Ludzkie pojęcie (2005)
- Grzeszne rzemiosło - wiersze miłosne z lat 1955-2009 (2010)
- Odpowiedź na pytanie Hamleta (2015)